# Stiefelmesser

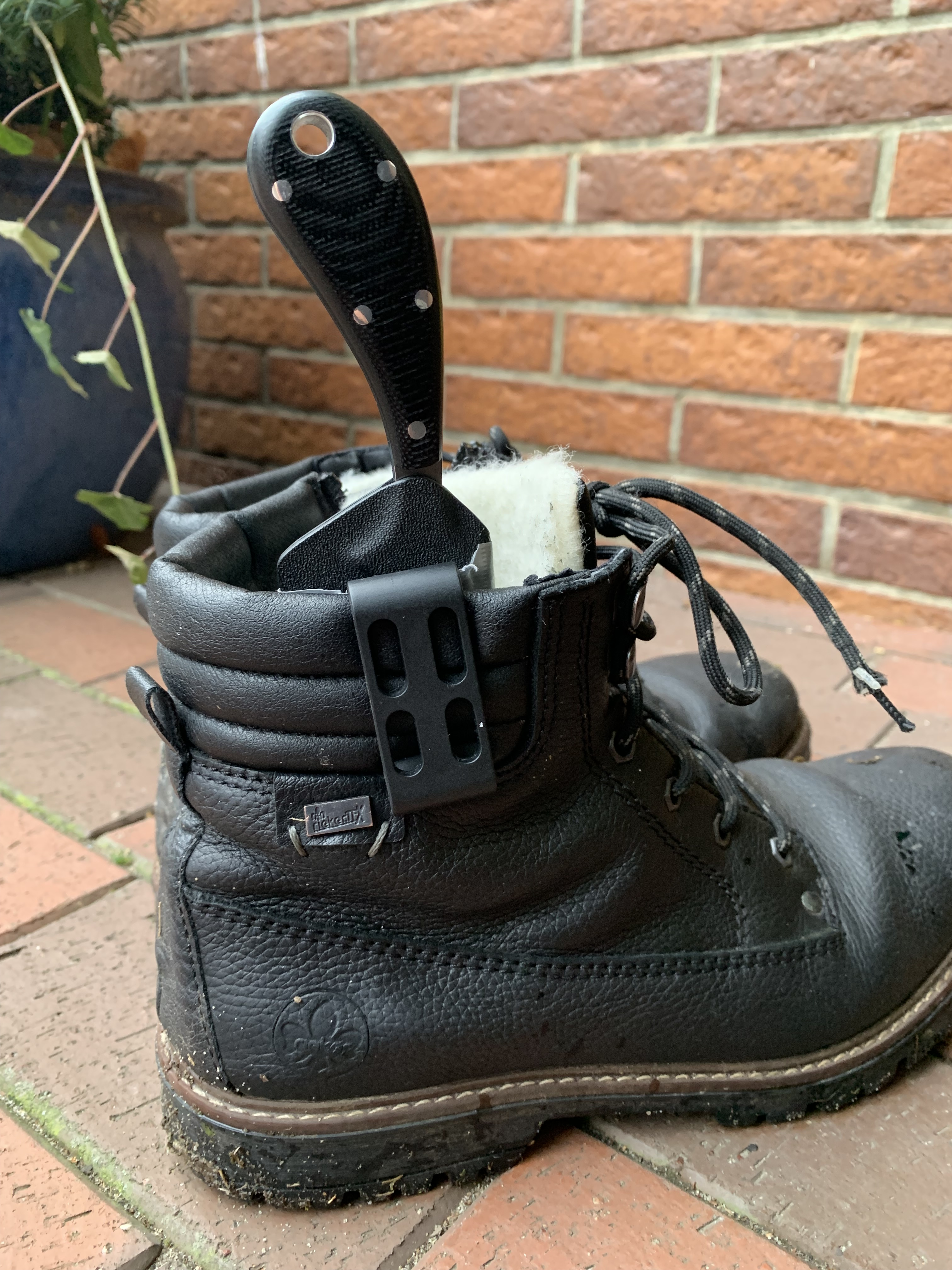
Stiefelmesser in Stiefel

Ein Stiefelmesser ist ein Messer, das verdeckt am Körper getragen wird, vorzugsweise im Stiefel. Dazu sind an den Messerscheiden Clips oder andere Befestigungsmechanismen angebracht. Die Hose wird über dem am Stiefelrand befestigten Messer getragen, sodass die Waffe nicht sichtbar ist. Um beim Gehen nicht zu stören und Tragekomfort zu gewährleisten, sind Stiefelmesser eher klein. Dolche in dieser Rolle heißen Stiefeldolche. Oft werden jedoch beide unter der Bezeichnung Stiefelmesser verortet. Stiefeldolche und -Messer können auch an anderen Körperstellen getragen werden, z. B. im Hosenbund.